# Peter Walker (coureur)
Peter Walker (Leeds, Yorkshire, 7 oktober 1912 - Newtown, Worcestershire, 1 maart 1984) was een Brits autocoureur. Tussen 1950 en 1955 nam hij deel aan 4 Grand Prix Formule 1-wedstrijden voor de teams BRM en Rob Walker Racing Team, maar scoorde hierin geen punten. In 1951 won hij, samen met Peter Whitehead, de 24 uur van Le Mans.